# Fawzia Fuad d'Egipte
Fawzia d'Egipte, també Princesa Fawzia Fuad d'Egipte (àrab: فوزية بنت فؤاد, Fawziyya bint Fuʾad; persa: فوزیه فؤاد) (Alexandria, 5 de novembre de 1921 - 2 de juliol de 2013), pertanyent a la dinastia de Muhàmmad Alí, fou filla del rei Fuad I d'Egipte (llavors sultà) i de la reina Nazli. Fou germana del rei Faruk I d'Egipte, així com la primera esposa i reina consort de Mohammad Reza Pahlavi (Teheran, 26 d'octubre de 1919 - el Caire, 27 de juliol de 1980), últim xa o emperador de l'Iran.

## Biografia
Fawzia va néixer al Palau Ras el-Tin, en Alexandria, sent educada a Suïssa. Parlava l'anglès, francès i àrab.
Segons va escriure la periodista Suzy Hansen al setmanal estatunidenc The New York Times Magazine, l'aspecte físic de Fawzia amb disset anys era un dels seus punts positius: una versió més deliciosa que el de l'actriu Hedy Lamarr i més suau que el de la també actriu Vivien Leigh.

La princesa Fawzia i Mohammad Reza Pahlavi es van casar el 16 de març de 1939 al Palau Abdeen del Caire. Va ser un matrimoni de conveniència entre les dues nacions. La princesa Fawzia mai es va sentir còmoda a la cort persa, ja que estava acostumada a una vida més luxosa i occidental, com era la del seu país. Extremadament tímida, no sabia parlar el fārsī i amb el seu marit es comunicava en francès. Coneguda com una de les dones més belles del món, el 21 de setembre de 1942 va aparèixer a la portada de la revista Life, fotografiada per Cecil Beaton, va ser nomenada la Venus d'Àsia, i va ser descrita com:
| « | Una cara perfecta amb forma de cor i estranyament pàl·lida, amb penetrants ulls blaus. | » |

 Després de gairebé una dècada, es van divorciar el 1948, mantenint Fawzi el títol de reina consort de l'Iran. Van tenir una filla, la princesa Shahnaz Pahlavi, nascuda el 27 d'octubre de 1940.
Feminista convençuda, Fawzia va tornar a la pomposa cort del seu germà a Egipte, però se li va imposar la condició de que la seva filla havia de ser educada a l'Iran.
Posteriorment va ser coneguda com a Fawzia Shirin, després de casar-se per segona vegada el 1949 amb el coronel Ismail Hussein Shirin (1919-1994), cosí llunyà i exministre egipci de Guerra i Marina (1952). Ell era fill de Hussein Shirin i de la seva esposa, la princesa Amina Bahrouz Fadel. Van contreure matrimoni en el Palau de Koubba, El Caire. El matrimoni va tenir dos fills: Nadia (1950-2009) i Hussein (nascut en 1955).
Després del derrocament de la dinastia de la seva família a Egipte el 1952, la família real va ser forçada a abandonar el país i fins a la dècada de 1970 no se'ls atorgà permís per tornar. No obstant això Fawzia Shirin i el seu espòs mai van deixar Egipte i només sortien de viatge per anar a Suïssa, on mantenien una casa i on encara resideix la filla major de Fawzia, la princesa Shahnaz Pahlavi.
Anys després, Fawzia i les seves germanes Faiza i Faika van demandar al govern per la confiscació dels béns del seu germà, que elles reclamaven com a legítimes hereves, així com per desenes de peces de joieria que els pertanyien des de la seva infància.
En els seus últims anys, la princesa va mantenir una vida discreta sense publicitat. Va ser l'última dels set fills de Fuad I d'Egipte en morir. Residia a Alexandria, la ciutat on va néixer.
El gener de 2005, la premsa va confondre la seva mort amb la de la seva neboda —filla del seu germà Faruk— qui portava el mateix nom.
Fawzia d'Egipte va ser inclosa en el panteó de les dones més belles del segle XX.
Va ser enterrada a El Caire, al costat del seu segon marit.

## Títols, tractaments i distincions honorífiques

### Títols i tractaments
- 5 de novembre de 1921 – 15 de març de 1922: Altesa Sultana Princesa Fawzia d'Egipte
- 15 de març de 1922 – 15 de març de 1939: Altesa Real Princesa Fawzia d'Egipte
- 15 de març de 1939 – 16 de setembre de 1941: Altesa Imperial Princesa Hereva de l'Iran
- 16 de setembre de 1941 – 17 de novembre de 1948: Majestat Imperial Reina Fawzia de l'Iran
- 17 de novembre de 1948 – 28 de març de 1949: Altesa Imperial i Real Princesa Fawzia d'Egipte i de l'Iran
- 28 de març de 1949 – 2 de juliol de 2013: Altesa Imperial i Real Princesa Fawzia d'Egipte i de l'Iran, Senyora d'Ismail Shirin

### Patronatges a l'Iran
- Coronel en Cap del 2n. Regiment de Cavalleria Princesa Fawzia (1939–1948).
- Presidenta de l'Associació per al Benestar Infantil (1940–1948).

### Distincions honorífiques
- Membre de Classe Suprema de l'Orde de la Virtut, condecoració de Nishan al-Kamal en brillants (Regne d'Egipte, 16 de març de 1939).[6]
- Dama Gran Cordó de l'Orde de Pahlavi (Regne de l'Iran, 27 d'octubre de 1940).[7]

## Ancestres
|  |                                                     |  |  |  |  |  |  |  |  |  |  |  |  |  |  |  |
|  | 16. Mehmet Alí, Valí d'Egipte                       |  |  |  |  |  |  |  |  |  |  |  |  |  |  |  |
|  |                                                     |  |  |  |  |  |  |  |  |  |  |  |  |  |  |  |
|  |                                                     |  |  |  |  |  |  |  |  |  |  |  |  |  |  |  |
|  | 8. Ibrahim Paixà, Valí d'Egipte                     |  |  |  |  |  |  |  |  |  |  |  |  |  |  |  |
|  |                                                     |  |  |  |  |  |  |  |  |  |  |  |  |  |  |  |
|  |                                                     |  |  |  |  |  |  |  |  |  |  |  |  |  |  |  |
|  | 17. Amina Nosratli                                  |  |  |  |  |  |  |  |  |  |  |  |  |  |  |  |
|  |                                                     |  |  |  |  |  |  |  |  |  |  |  |  |  |  |  |
|  |                                                     |  |  |  |  |  |  |  |  |  |  |  |  |  |  |  |
|  | 4. Ismaïl Paixà, Valí d'Egipte                      |  |  |  |  |  |  |  |  |  |  |  |  |  |  |  |
|  |                                                     |  |  |  |  |  |  |  |  |  |  |  |  |  |  |  |
|  |                                                     |  |  |  |  |  |  |  |  |  |  |  |  |  |  |  |
|  | 9. Hoshiar Walda                                    |  |  |  |  |  |  |  |  |  |  |  |  |  |  |  |
|  |                                                     |  |  |  |  |  |  |  |  |  |  |  |  |  |  |  |
|  |                                                     |  |  |  |  |  |  |  |  |  |  |  |  |  |  |  |
|  | 2. Fuad I d'Egipte                                  |  |  |  |  |  |  |  |  |  |  |  |  |  |  |  |
|  |                                                     |  |  |  |  |  |  |  |  |  |  |  |  |  |  |  |
|  |                                                     |  |  |  |  |  |  |  |  |  |  |  |  |  |  |  |
|  | 5. Ferial Hanem                                     |  |  |  |  |  |  |  |  |  |  |  |  |  |  |  |
|  |                                                     |  |  |  |  |  |  |  |  |  |  |  |  |  |  |  |
|  |                                                     |  |  |  |  |  |  |  |  |  |  |  |  |  |  |  |
|  | 1. Princesa Fawzia d'Egipto                         |  |  |  |  |  |  |  |  |  |  |  |  |  |  |  |
|  |                                                     |  |  |  |  |  |  |  |  |  |  |  |  |  |  |  |
|  |                                                     |  |  |  |  |  |  |  |  |  |  |  |  |  |  |  |
|  | 6. Abdel Rahim Sabri Paixà, Governador del Caire    |  |  |  |  |  |  |  |  |  |  |  |  |  |  |  |
|  |                                                     |  |  |  |  |  |  |  |  |  |  |  |  |  |  |  |
|  |                                                     |  |  |  |  |  |  |  |  |  |  |  |  |  |  |  |
|  | 3. Nazli Sabri                                      |  |  |  |  |  |  |  |  |  |  |  |  |  |  |  |
|  |                                                     |  |  |  |  |  |  |  |  |  |  |  |  |  |  |  |
|  |                                                     |  |  |  |  |  |  |  |  |  |  |  |  |  |  |  |
|  | 28. Muhàmmad Said, Cadí de La Meca                  |  |  |  |  |  |  |  |  |  |  |  |  |  |  |  |
|  |                                                     |  |  |  |  |  |  |  |  |  |  |  |  |  |  |  |
|  |                                                     |  |  |  |  |  |  |  |  |  |  |  |  |  |  |  |
|  | 14. Muhàmmad Sharif Paixà, Primer Ministre d'Egipte |  |  |  |  |  |  |  |  |  |  |  |  |  |  |  |
|  |                                                     |  |  |  |  |  |  |  |  |  |  |  |  |  |  |  |
|  |                                                     |  |  |  |  |  |  |  |  |  |  |  |  |  |  |  |
|  | 7. Tewfika Hanim                                    |  |  |  |  |  |  |  |  |  |  |  |  |  |  |  |
|  |                                                     |  |  |  |  |  |  |  |  |  |  |  |  |  |  |  |
|  |                                                     |  |  |  |  |  |  |  |  |  |  |  |  |  |  |  |
|  | 30. Solimà Paixà                                    |  |  |  |  |  |  |  |  |  |  |  |  |  |  |  |
|  |                                                     |  |  |  |  |  |  |  |  |  |  |  |  |  |  |  |
|  |                                                     |  |  |  |  |  |  |  |  |  |  |  |  |  |  |  |
|  | 15. Nazli Hanim                                     |  |  |  |  |  |  |  |  |  |  |  |  |  |  |  |
|  |                                                     |  |  |  |  |  |  |  |  |  |  |  |  |  |  |  |
|  |                                                     |  |  |  |  |  |  |  |  |  |  |  |  |  |  |  |
|  | 31. Mariam Hanim                                    |  |  |  |  |  |  |  |  |  |  |  |  |  |  |  |
|  |                                                     |  |  |  |  |  |  |  |  |  |  |  |  |  |  |  |
|  |                                                     |  |  |  |  |  |  |  |  |  |  |  |  |  |  |  |